# Aloe gilbertii
Aloe gilbertii là một loài thực vật có hoa trong họ Măng tây. Loài này được T.Reynolds ex Sebsebe & Brandham mô tả khoa học đầu tiên năm 1992.